# 重羽菊
重羽菊（学名：Diplazoptilon picridifolium）是菊科重羽菊属的植物，为中国的特有植物。分布在中国大陆的云南、西藏等地，生长于海拔3,600米至3,800米的地区，多生于山坡草地，目前尚未由人工引种栽培。